# Porcellio spinipes
Porcellio spinipes är en kräftdjursart som beskrevs av Dollfus1893. Porcellio spinipes ingår i släktet Porcellio och familjen Porcellionidae. Inga underarter finns listade i Catalogue of Life.